# Альмгрен, Фредерик
Фредерик Джастин Альмгрен (3 июля 1933, Бирмингем — 5 февраля 1997, Принстон, Нью-Джерси) — американский математик, внёсший заметный вклад в геометрическую теорию меры.
Ученик Герберта Федерера — одного из основателей теории геометрических мер.

## Вклад
Установил, что сингулярное множество {\displaystyle m}-мерной поверхности, минимизирующей массу, имеет размерность не более {\displaystyle m-2} (теорема о регулярности Альмгрена). Работа, содержащая доказательство, стала одной из самых длинных математических публикаций на одну тему.
Разработал концепцию варифолда, впервые определённую Лоуренсом Янгом в 1951 году, и предложил их в качестве обобщённых решений задачи Плато.

## Признание
- В 1974 год удостоен стипендии Гуггенхайма.
- С 1963 по 1992 год многократно был приглашённым научным сотрудником принстонского Института перспективных исследований[7].

## Семья
Вторая жена — математик Джин Тейлор. 
Дочь — Энн Альмгрен — прикладной математик, работает в области вычислительного моделирования в астрофизике. 
Сын — Роберт Альмгрен — также прикладной математик, работает над проблемами микроструктуры рынка и исполнения сделок.

## Избранная библиография
- Almgren, Frederick J. Jr. (1964), The theory of varifolds: A variational calculus in the large for the {\displaystyle k}-dimensional area integrand, Princeton: Institute for Advanced Study. A set of mimeographed notes in which Frederick J. Almgren Jr. introduces the term «varifold» for the first time.
- Almgren, Frederick J. Jr. (1966), Plateau's Problem: An Invitation to Varifold Geometry, Mathematics Monographs Series (1st ed.), New York–Amsterdam: W. A. Benjamin, Inc., pp. XII+74, MR 0190856, Zbl 0165.13201. The first widely circulated book describing the concept of a varifold and its applications to the Plateau's problem.
- Almgren, Frederick J. Jr. (1999), Taylor, Jean E. (ed.), Selected works of Frederick J. Almgren, Jr., Collected Works, vol. 13, Providence, R.I.: American Mathematical Society, ISBN 978-0-8218-1067-5, MR 1747253, Zbl 0966.01031.
- Almgren, Frederick J. Jr. (2000), Taylor, Jean E.; Scheffer, Vladimir (eds.), Almgren's big regularity paper. Q-valued functions minimizing Dirichlet's integral and the regularity of area-minimizing rectifiable currents up to codimension 2, World Scientific Monograph Series in Mathematics, vol. 1, River Edge, NJ: World Scientific Publishing Co. Inc., ISBN 978-981-02-4108-7, MR 1777737, Zbl 0985.49001.
- Almgren, Frederick J. Jr. (2001) [1966], Plateau's Problem: An Invitation to Varifold Geometry, Student Mathematical Library, vol. 13 (2nd ed.), Providence, RI: American Mathematical Society, pp. xvi, 78, ISBN 978-0-8218-2747-5, MR 1853442, Zbl 0995.49001. The second edition of the book (Almgren 1966).